# Earth 2 (album)
Earth 2: Special Low Frequency Version, noto anche come Earth 2, è il primo album in studio della band drone doom metal americana Earth. Prodotto dagli Earth e Stuart Hallerman, è stato pubblicato il 5 febbraio 1993 dalla Sub Pop Records. L'album è stato molto influente nello sviluppo della musica drone e del drone metal.  Celebrato come una "pietra miliare" da Dayal Patterson della rivista musicale Terrorizer, questi lo ha descritto come "un diluvio di tre tracce, 75 minuti di feedback e chitarre distorte che ha segnato il progetto di quello che il cantante/chitarrista Dylan Carlson ha ribattezzato all'epoca 'ambient metal'."

## Tracce
1. Seven Angels – 15:35
2. Teeth of Lions Rule the Divine – 27:04
3. Like Gold and Faceted – 30:21

## Formazione
- Dave Harwell - basso
- Dylan Carlson - chitarra
- Joe Burns - percussioni